# Husøya (île)

Husøya  est une île de la commune de Træna , en mer de Norvège dans le comté de Nordland en Norvège.

## Description
L'île de 1,5 km2 est située juste à l'est de l'île de Sanna dans le Trænfjorden, à environ 20 kilomètres au nord-ouest de l'île de Lovund (dans la municipalité voisine de Lurøy) et à environ 12 kilomètres au sud de Selvær. Le phare de Træna se trouve au sud de l'île. L'île n'est accessible que par bateau et il existe un service de ferry régulier de Husøya à l'île de Selvær et à Stokkvågen sur le continent.
La majeure partie de l'île plate, sur sa côte est, est constituée du village de Husøya, qui est le centre administratif de la municipalité. C'est l'emplacement de l'église de Træna, fondée en 1773, ainsi que de la Chapelle Petter Dass de l'école et de l'épicerie du village .
Le festival annuel de musique de Træna (Traena Music Festival (en)) se tient ici et sur l'île voisine de Sanna .

## Galerie

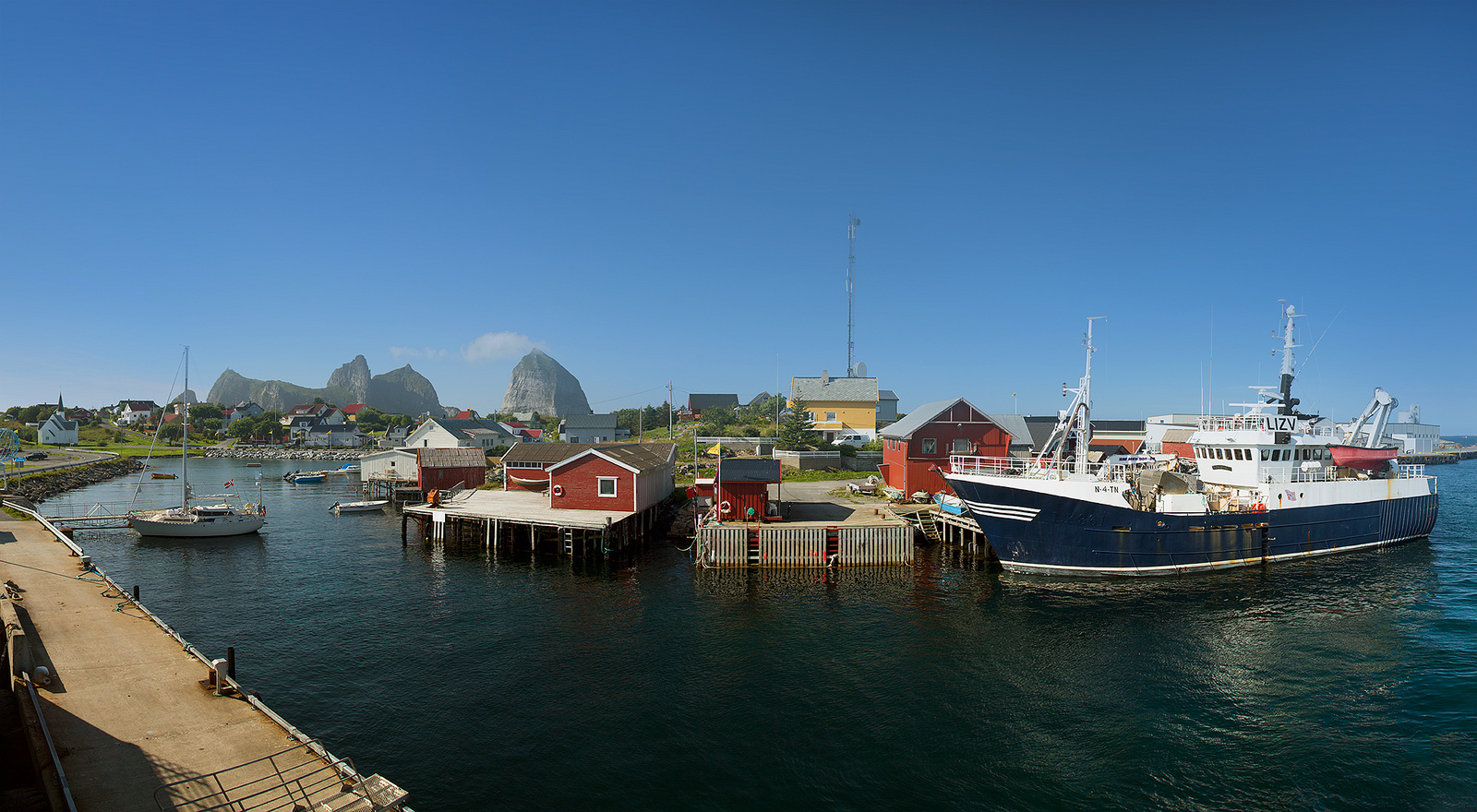
Le port
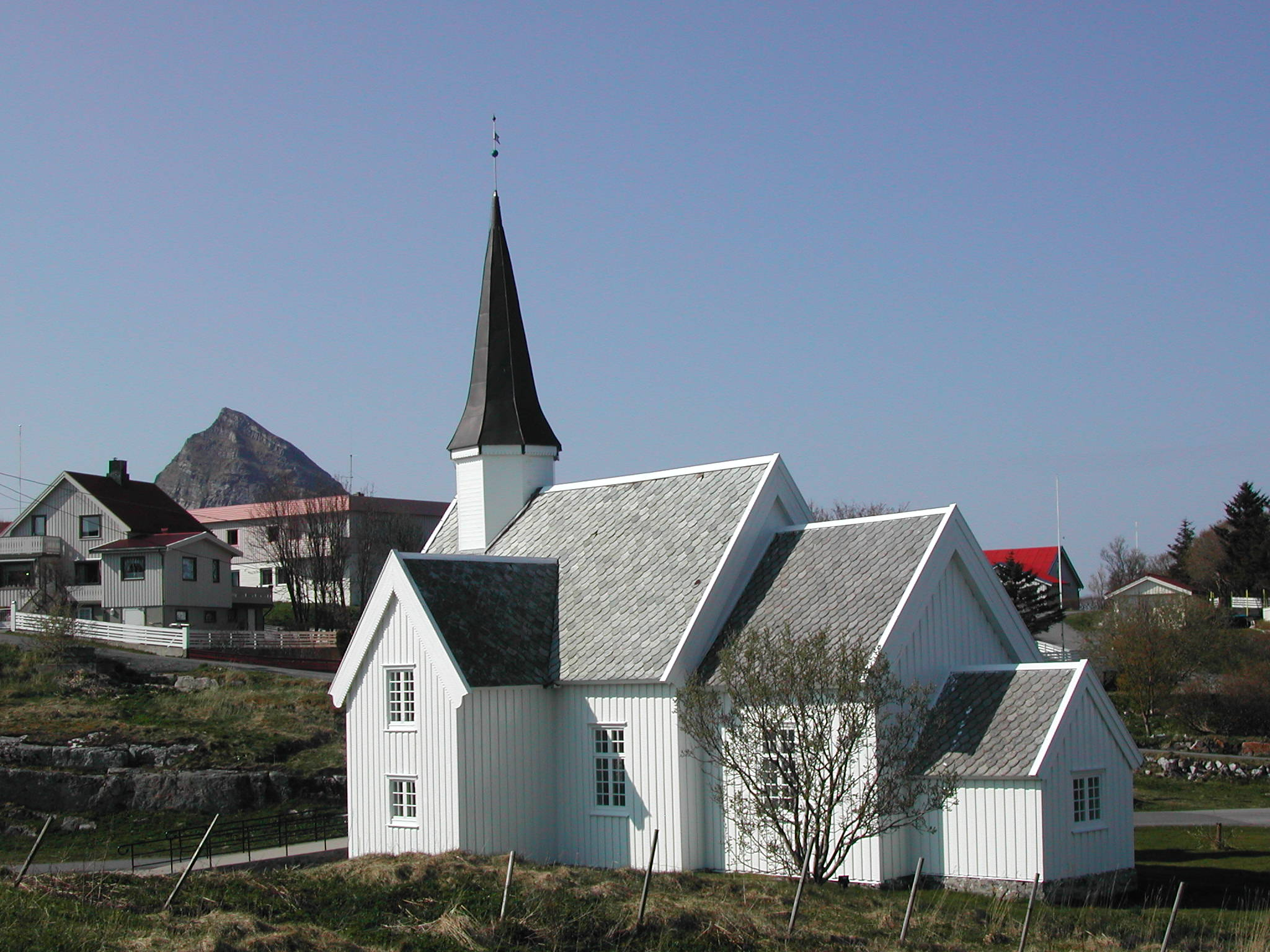
Eglise de Træna sur l'île
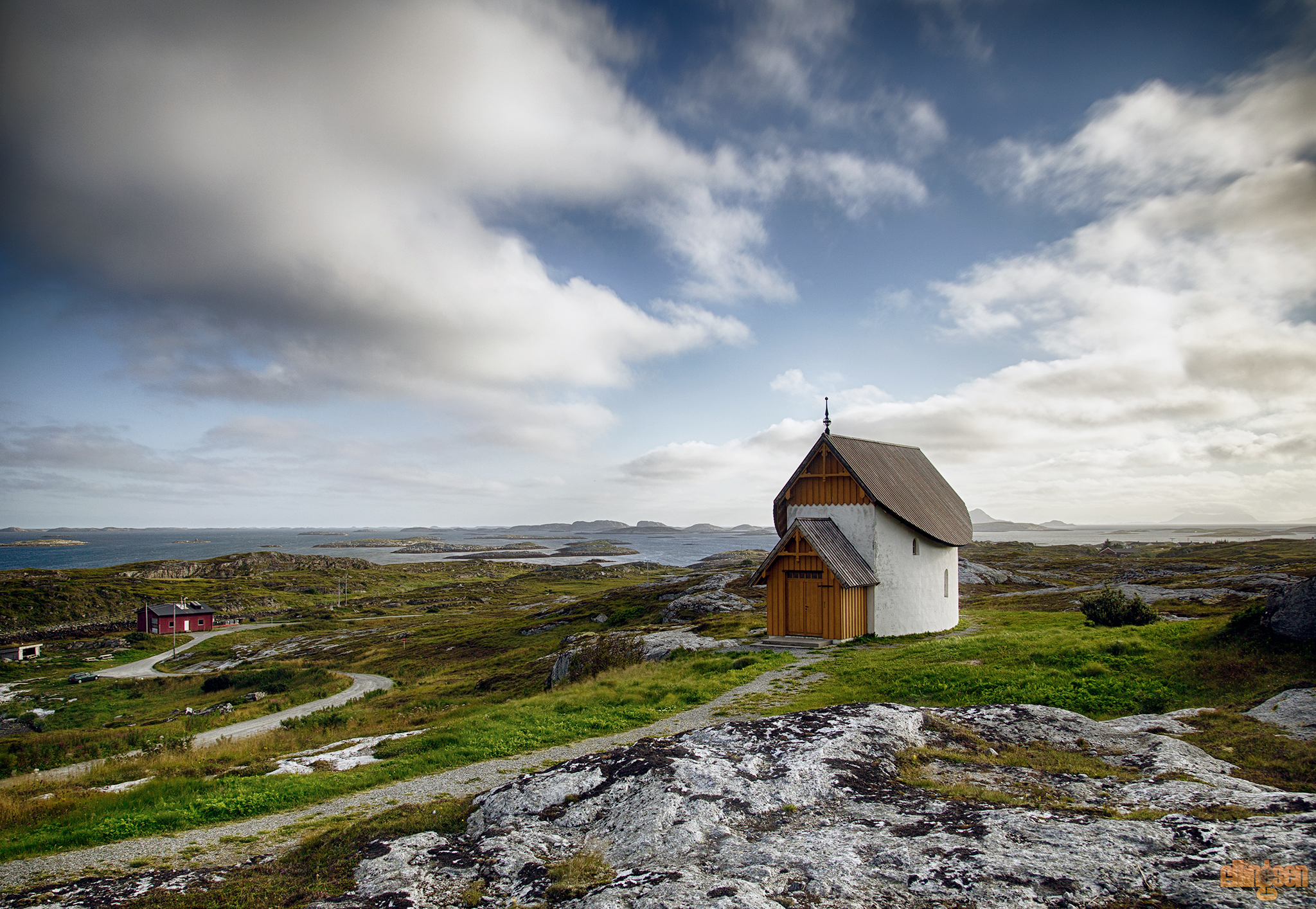
Chapelle Petter Dass